# Mustek
Mustek Systems è una società con sede Hsinchu, Taiwan fondata nell'ottobre del 1988. Il nome deriva da Most Unique Scanner Technology.
Mustek System produce strumenti elettronici e ottico-elettronici come fotocamere digitali, dispositivi video, sistemi DVD, portatili, alimentatori ecc.
Dalla fine del 1996, Mustek Systems è diventata il più grande produttore di scanner.
Il motto della compagnia è: Digital Life, Live it.
La fabbrica principale ha sede a Dongguan (provincia Guangdong in Cina).
Le filiali hanno sede a Neuss (Germania), in Giappone e a Irvine (USA).